# Гертруда Саксонская
Гертруда Саксонская (Гертруда Биллунг; нем. Gertrud von Sachsen; около 1030, Швайнфурт, Нижняя Франкония — 3 августа 1113, Вёрне, Фландрия) — графиня Голландии в первом браке с Флорисом I и графиня Фландрии во втором браке с Робертом I. Была регентом Голландии в 1061—1067 годах в период малолетства её сына Дирка V и регентом Фландрии в 1086—1093 годах во время отсутствия своего мужа.

## Биография
Она была дочерью герцога Саксонии Бернхарда II и его жены Эйлики Швайнфуртской.

### Графиня Голландии
Около 1050 года она вышла замуж за Флориса I, графа Голландии (ок. 1017 — 28 июня 1061 года). После его смерти их сын Дирк V стал графом Голландии и, поскольку он был несовершеннолетним, Гертруда стала регентом.
Когда Дирк V пришёл к власти, епископ Утрехтский Вильгельм I воспользовался ситуацией, оккупировав территорию, на которую он претендовал в Голландии. Гертруда и её сын удалились на острова Фризия, оставив Вильгельма на захваченных спорных землях.

### Графиня Фландрии
В 1063 году Гертруда вышла замуж за герцога Фландрии Роберта I, второго сына Бодуэна V. Это дало Дирку имперскую Фландрию в качестве апанажа.
Гертруда и её муж были соправителями Голландии во время малолетства её сына. Когда Роберт отправился в паломничество в Иерусалим в 1086—1093 годах, Гертруда была регентом Фландрии в его отсутствие. Умерла и похоронена в Вёрне.

### Семья
От первого брака с Флорисом I у Гертруды было семь детей:
- Альберт (родился около 1051), каноник в церкви Святого Ламберта в Льеже
- Дирк V (около 1052—1091), граф Западной Фрисландии (Голландии) с 1061 года
- Петер, каноник в церкви Святого Ламберта в Льеже
- Берта (около 1058—1093); муж: с 1072 года (развод в 1092 году) — король Франции Филипп I
- Флорис (около 1055 — до 1061), каноник в церкви Святого Ламберта в Льеже
- Матильда (родилась около 1057)
- Адела (около 1061—1085); муж: граф Гина Бодуэн I.

От второго брака с Робертом I у Гертруды было шесть детей:
- Роберт II (1065—1111), граф Фландрии с 1093 года
- Адела (около 1065—1115): 1-й муж с приблизительно 1080 года — король Дании Кнуд IV Святой; 2-й муж — герцог Апулии Рожер I
- Гертруда (умерла в 1115/1126): 1-й муж — граф Лувена Генрих III; 2-й муж — герцог Лотарингии Генрих III
- Филипп де Ло (умер ранее 1127), отец претендента на герцогство Фландрия Вильгельма Ипрского
- Огива (ранее 1071 — ранее 1141), аббатиса
- Бодуэн (умер ранее 1080).